# Universidad Autónoma de Baja California
La Universidad Autónoma de Baja California (UABC) Benemérita Institución es una institución pública de educación superior que se encuentra en el estado de Baja California, en México. Actualmente, ocupa el primer lugar de entre las mejores universidades en el noroeste del país, 12 en México a nivel general y 1563 a nivel mundial.
La UABC ejerce su influencia académica en todo el estado a través de sus cuatro planteles universitarios principales en los municipios de Mexicali, Tijuana y Ensenada. Del 2007 al 2009 la Secretaría de Educación Pública, en su categoría de Instituciones de Educación Superior, la UABC se colocó en el primer lugar de entre las mejores universidades públicas estatales de México; en 2010 bajó al tercer lugar, solo debajo de la Universidad de Guadalajara y la Universidad Autónoma Metropolitana. En el 2013, el gobernador de Baja California, José Guadalupe Osuna Millán, afirmó que la UABC retomó el primer lugar en el ranking de las universidades públicas estatales en México.
En cada uno de estos campus en el estado se encuentran diversas Unidades establecidas en Ciudad Morelos, Guadalupe Victoria, Rosarito, Tecate, San Felipe, San Quintín y en las localidades del Valle De Las Palmas en Tijuana y Valle Dorado en el centro de Ensenada. La UABC es una de las 43 universidades públicas estatales de la República Mexicana.
La Universidad Autónoma de Baja California fue fundada en 1957, después de varios años de lucha para impulsar la educación superior en el estado. La ciudad de Mexicali es la sede de la UABC donde se encuentran sus oficinas administrativas, la Rectoría, y el plantel universitario principal, Campus Mexicali, junto con una escuela, dos institutos y seis facultades físicamente separados del campus principal, (la Facultad de Artes, el Instituto de Investigaciones en Ciencias Veterinarias y el Centro de Investigaciones Culturales; la Facultad de Medicina, Facultad de Ciencias Administrativas, Facultad de Ciencias Humanas, Facultad de Odontología y la Facultad de Enfermería), localizados en diversas partes de la ciudad. El Campus Mexicali también cuenta con tres Unidades de Formación Básica formalmente llamados Centro Universitarios Guadalupe Victoria, Ciudad Morelos y San Felipe.
El Campus Ensenada cuenta con la Unidad San Quintín y la Unidad Valle Dorado mientras que el Campus Tijuana cuenta con la Unidad Rosarito, la Unidad Valle De Las Palmas y la Unidad Tecate. En conjunto, la UABC posee ocho escuelas, 27 facultades, siete institutos de investigación y cinco centros de estudios con los cuales ofrece 119 programas académicos individuales divididos en 63 licenciaturas, 14 especialidades, 28 maestrías, y 14 doctorados. Los tres planteles tienen un total de 220 ofertas educativas. Para el año escolar 2013-1 (febrero - junio), UABC reportó 57,755 estudiantes inscritos con 22,222 en Mexicali, 20,278 en Tijuana, 10,914 en Ensenada y 4,341 en la Unidad Valle de las Palmas. Para el periodo escolar 2013-1, UABC recibió a 7,819 nuevos estudiantes, siendo la institución universitaria con mayor recepción de alumnos de nuevo ingreso en dicho periodo.
Bajo la Subsecretaria de Educación Superior (SES), la UABC es miembro de la Dirección General de Educación Superior Universitaria (DGESU), como parte del sistema de educación superior en el país, junto con la Coordinación General de Universidades Tecnológicas (CGUT), la Dirección General de Educación Superior Tecnológica (DGEST), la Dirección General de Educación Superior para Profesionales de la Educación (DGESPE), la Dirección General de Profesiones (DGP), el Instituto Nacional del Autor (INDAUTOR), la Universidad Pedagógica Nacional (UPN) y la Dirección General de Universidades Tecnológicas y Politécnicas (DGUTyP).

## Historia

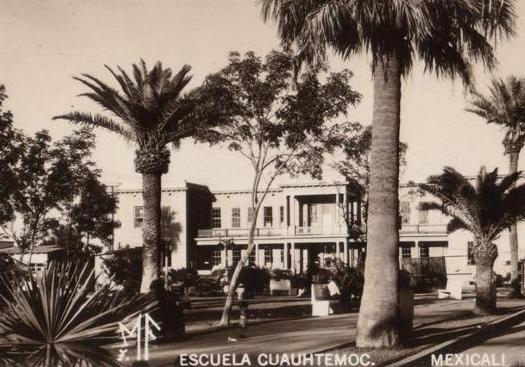
Edificio de la Escuela Cuauhtémoc construido en 1915, lugar que albergó a la UABC durante sus comienzos en Mexicali.

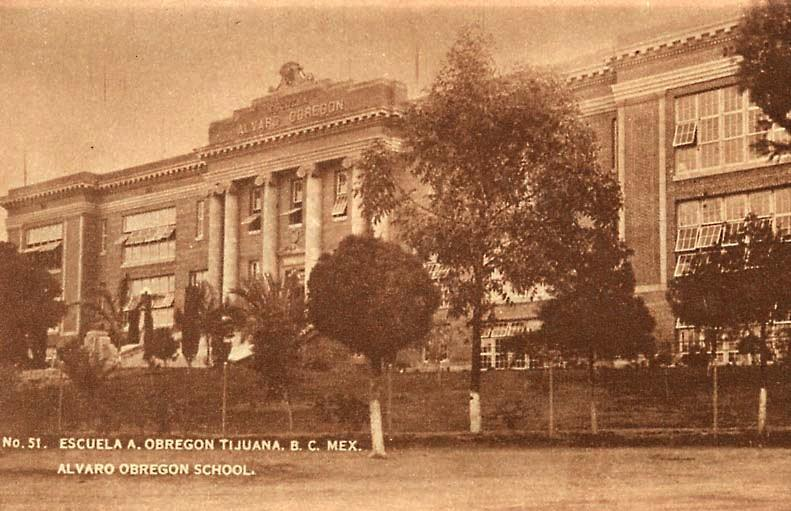
Edificio de la Escuela Álvaro Obregón en los años 1930s, lugar que albergó a la UABC durante sus comienzos en Tijuana.

La Universidad Autónoma de Baja California (UABC) fue fundada el 28 de febrero de 1957 cuando el primer gobernador del estado, Braulio Maldonado Sandez, promulgó la Ley Orgánica de la UABC, estableciéndola como una institución de educación superior para el servicio público, libre del dominio del estado y con plena facultad judírica.
La creación de la primera universidad en la Baja California fue el resultado de varios años de esfuerzo para impulsar la educación superior en la región.
Aunque la creación de la UABC se formuló cuidadosamente a través de su Ley Orgánica- la cual establece sus órganos fundamentales, el comienzo de su establecimiento físico se dio casi improvisadamente ya que cuando esta se fundó no contaba con la infraestructura- tanto como en personal, así como en territorio- para llevar a cabo su formación. Fue así que durante sus primeros años, la UABC hizo uso del ya existente edificio de la entonces Escuela Cuauhtémoc en Mexicali como inmueble para llevar a cabo sus primeros pilares académicos.
Los últimos dos años de la década de los 50s, la UABC los ocuparía en establecer y designar su estructura administrativa y aparatos académicos pioneros; empezando con el Comité Estatal Pro Universidad, el cual se formó seis meses después que nace la institución y posteriormente, durante este periodo, fue formada la Junta de Gobierno. El año siguiente, mayo de 1958, fue incorporada la Preparatoria de Mexicali y en septiembre del mismo año, la Preparatoria de Ensenada, así formando las primeras alas académicas de la UABC, y éstas darían pie al primer año escolar de la universidad, el ciclo 1958-59. Para noviembre de 1958 fue instalado el Patronato Universitario y en mayo de 1959 se nombró al primer rector de la universidad, el Dr. Santos Silva Cota.
Parte de la misión del Dr. Silva Cota fue incrementar el campo académico a un nivel profesional. Siendo así, se vio la incorporación de la Escuela de Enfermería, admitiendo únicamente a estudiantes con el bachillerato terminado. Durante este periodo se forma la Preparatoria de Ensenada como parte de la UABC y para entonces, la universidad cuenta con el reconocimiento oficial por parte de la Asociación Nacional de Universidades e Instituciones de Educación Superior (ANUIES).

### Década de 1960-1969
El 20 de septiembre de 1960 se forma la Escuela de Pedagogía en Mexicali con la intención de preparar futuros educadores en diversas disciplinas y el 15 de diciembre del mismo año se establece la Escuela Superior de Ciencias Marinas (ESCM) en Ensenada. En mayo de 1961, el Licenciado Luis Echeverría Álvarez hizo su primera visita al nuevo plantel universitario. Para entonces, la Preparatoria de Tecate se incorpora a la UABC y la Escuela de Economía y Ciencias Administrativas se forma en Tijuana. Para el año escolar 1961-62, la UABC contaría con la función de las preparatorias de Ensenada, Mexicali, Tijuana y Tecate y las escuelas de Ciencias Marinas (Ensenada), Economía y Ciencias Administrativas (Tijuana), Enfermería y Pedagogía (Mexicali).
En febrero de 1962 se instaló el Consejo Universitario y en marzo, la Revista Universitaria hizo su primera publicación. En agosto de 1962 comenzaría la construcción de los primeros edificios originalmente planeados para la UABC y posteriormente, en septiembre de 1963, serían inaugurados bajo la presencia del Lic. Luis Echeverría Álvarez y el gobernador del estado, Eligio Esquivel Méndez.
El año 1964 vería la creación de la Escuela de Ciencias Sociales y Políticas (17 de septiembre) en Mexicali y la adopción del lema universitario Por la Realización Plena del Hombre (16 de mayo) por Miguel Gárate Velarde. En el año 1966 fue adoptado el escudo oficial universitario (15 de febrero) del pintor José Reyes Meza y se fundó el Centro de Investigaciones Culturales (CIC Museo) en Mexicali. En 1967 se forma la Escuela de Ingeniería en Mexicali y en 1968 se hace uso del borrego cimarrón como mascota deportiva por parte del profesor de educación física, Victorino Vara. En abril de 1969 comienza la construcción de los primeros edificios de lo que sería el Campus Ensenada y mientras tanto se forma la Escuela de Turismo (Tijuana) y la Escuela de Arquitectura (Mexicali).

### Década de 1970-1979
A partir de 1970, la UABC continuaría creciendo, siendo esta la década en la que se formaría el Centro de Estudios Lingüísticos (septiembre de 1970) y se otorgarían los terrenos en la Mesa de Otay para la construcción del Campus Tijuana (abril de 1971) y la construcción de los primeros edificios del Campus Mexicali (1972). A partir de 1972 se forma la Escuela de Medicina en Mexicali, la Escuela de Medicina en Tijuana (junio 1973), la Escuela de Derecho en Mexicali (1973), la Escuela de Odontología (enero de 1974) y Escuela de Ciencias Químicas (febrero de 1974) en Tijuana, el Centro de Idiomas de la Extensión Universitaria de Tecate (febrero 1974), la Escuela de Medicina Veterinaria y Zootecnia en Mexicali (octubre 1974). En 1975 se creó la Escuela de Derecho y el Centro de Investigaciones Históricas en Tijuana y el Centro de Idiomas en la Extensión Universitaria de Ensenada. En 1976 empezó Radio Universidad (abril) y se creó la Escuela de Odontología de Mexicali (noviembre) y la Escuela Superior de Ciencias Biológicas en Ensenada (septiembre). En septiembre de 1977, la Rectoría se mudaría a sus instalaciones actuales, ocupando el edificio que fuese el Palacio de Gobierno desde 1922.
A pesar del extenso crecimiento de la UABC en la década de los 70, este no fue sin retos, ya que fue también una década que puso a prueba la estructura democrática y política de la máxima casa de estudios en el estado tras huelgas, manifestaciones, protestas, disturbios y un periodo de cogobierno, donde la autonomía de la UABC estuvo afectada.

### Década de 1980-1989
Las inconformidades en la UABC continuaron hasta principios de la década de los 80, culminando con una huelga de tres meses, de octubre de 1980 a enero de 1981. A partir de 1981, la UABC continuaría su expansión académica y sería el periodo que viese la formación de sus primeras Facultades. Durante los 80 se formó el Instituto de Investigaciones Sociales e Instituto de Ingeniería en Mexicali (1981), la Faculta de Ingeniería del Campus Ensenada (noviembre de 1982), la Facultad de Arquitectura y Diseño de Mexicali(1983); la Facultad de Ciencias Químicas (1984), la Facultad de Odontología (1985), la Escuela de Humanidades, la Facultad de Medicina (1986), la Facultad de Contaduría y Administración y la Facultad de Economía (mayo de 1987) en Tijuana; la Facultad de Ciencias Marinas en Ensenada (noviembre de 1987), el Centro de Idiomas en Tijuana (febrero de 1988), la Extensión Universitaria (abril de 1988) y la Escuela de Ingeniería (agosto de 1989) en Tecate, y la Facultad de Ciencias de Ensenada (noviembre de 1989).

### Tiempos Recientes (1990-actualidad)

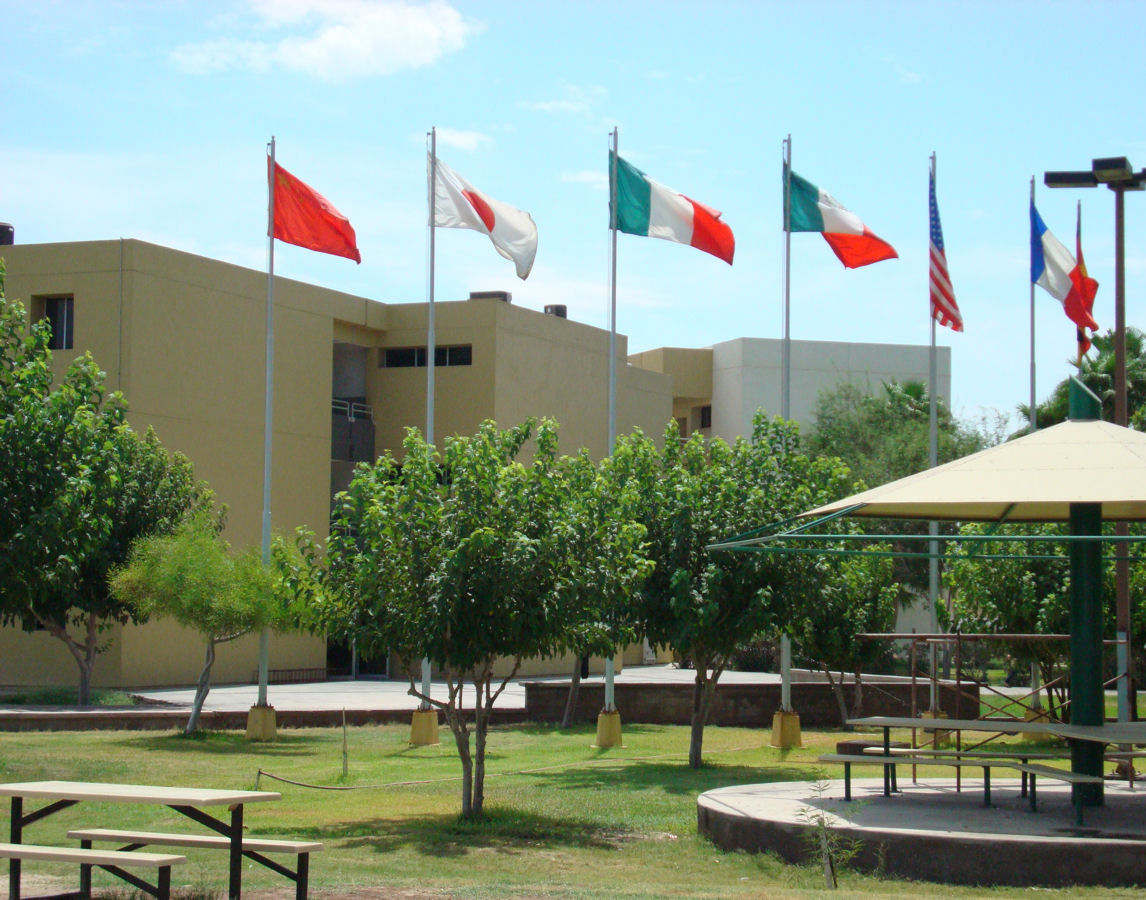
Facultad de Idiomas, campus Mexicali.

En 1991 se formaron la Facultad de Odontología y Escuela de Idiomas en Mexicali, el Instituto de Investigaciones Históricas en Tijuana y el Instituto de Investigaciones en Ciencias Veterinarias (IICV) en Mexicali. En 1993 se formó la Facultad de Humanidades de Tijuana y en 1993 nace el Instituto de Investigación y Desarrollo Educativo (IIDE) del Campus Ensenada. En 1994 nace la Facultad de Medicina y en 1998 el Centro de Extensión Universitaria en San Quintín.
En 2003 nace la Escuela de Artes, la Facultad de Ciencias Administrativas y Sociales en Ensenada y la Facultad de Turismo en Tijuana. En agosto de 2004 abre la Unidad Ciudad Morelos, en noviembre de 2004 abre la Unidad San Felipe y la Facultad de Idiomas en Tijuana. En febrero de 2005, se inaugura la Unidad Valle Dorado de Ensenada y en agosto de 2005 comienza a operar la Unidad Guadalupue Victoria. En octubre de 2005 comienza la Facultad de Pedagogía y la Facultad de Enfermería de Mexicali. En febrero de 2006, se formalizó la creación de la Escuela de Ingeniería y Negocios en el Centro Universitario San Quintín y la Escuela de Enología y Gastronomía en Ensenada. En noviembre de 2006 abre la Unidad Rosarito, en abril de 2007 comienza la Facultad de Ingeniería y Negocios de Tecate; en noviembre del mismo año, se inauguró las nuevas instalaciones de la Facultad de Contaduría y Administración en la Zona Río Nuevo de Mexicali, cambiando su nombre a Facultad de Ciencias Administrativas siendo hasta ahora, la facultad más grande de toda la universidad a nivel estatal. En 2009 fue inaugurado el último plantel de la universidad en la primera ciudad satélite autosustentable del país: Valle San Pedro al sur de Tijuana, la inauguración fue presidida por el presidente Felipe Calderón Hinojosa. En las inmediaciones de la zona Nuevo Mexicali, en un plan conjunto de la UABC con el Gobierno del Estado de Baja California, arrancó en 2012, la construcción de la nueva Unidad Ciencias de la Salud (fusión de las facultades de Medicina, Enfermería y Odontología), la cual quedó concluida en agosto de 2014 en su primera etapa; en conjunto con el magno proyecto ¨Ciudad Salud¨.

### 2012: Benemérita Institución
El 8 de febrero de 2012, en una decisión unánime, la XX Legislatura de Congreso de Baja California reconoció a la universidad Benemérita Institución, esto a las grandes aportaciones que ha ofrecido la institución en diversas investigaciones económicas, sociales, educativas, políticas y del medio ambiente, así como la calidad educativa que cuentan sus casi 90,000 egresados de la máxima casa de estudios y orgullo de Baja California.

## Gobierno

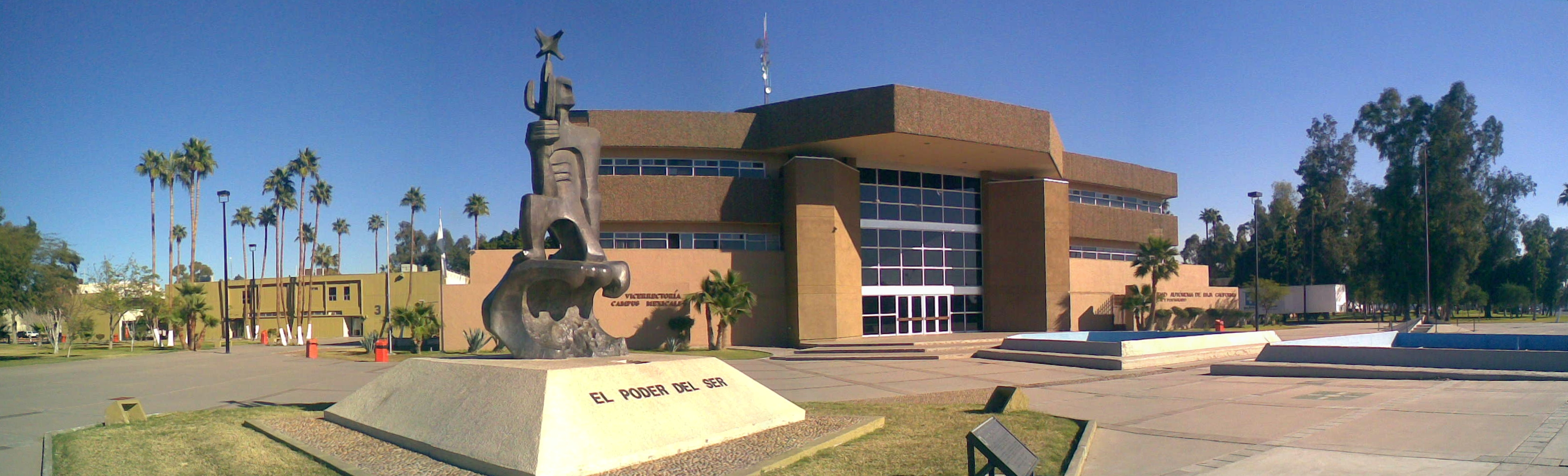
Vicerrectoría Campus Mexicali.

Aunque la Universidad Autónoma de Baja California (UABC) es una institución pública de educación superior, esta no se encuentra bajo el control de la administración del estado y posee completa autoridad legal para llevar a cabo sus funciones centrales: investigación, difusión cultural y servicio a la comunidad. Como lo define la ley orgánica de la universidad, la UABC es una institución de servicio público, descentralizada de la administración del estado y con plena capacidad jurídica.

### Administración
La administración de la UABC se lleva a cabo utilizando un modelo de gobierno compartido por el cual la institución, como una sola entidad, es dirigida por una Junta de Gobierno, como lo establece la ley fundamental de la institución. Un Consejo Universitario actúa como la autoridad colegial responsable de hacer cumplir todas las reglas y normas establecidas para permitir la función organizada de todo el personal administrativo, académico y estudiantil. Un Patronato Universitario actúa como jefe contador y auditor de la entidad y lleva la supervisión y contabilidad de gastos, presupuesto, inventario y la rendición de cuentas de todos los recursos dentro de la institución. Un Tribunal Universitario se ocupa de los asuntos estudiantiles y supervisa todas las cuestiones que afectan a los estudiantes, incluyendo las decisiones y medidas adoptadas por el órgano de gobierno universitario. La Rectoría actúa como jefe ejecutivo, líder, y representante legal de la institución. Las Vicerrectorías son la autoridad ejecutiva de cada plantel universitario.
Todos los departamentos administrativos y operaciones en las oficinas de la UABC están bajo la autoridad final de la Rectoría y las operaciones de cada plantel universitario están bajo la autoridad final de su Vicerrectoría, quienes reportan a la Rectoría. La Junta de Gobierno es la máxima autoridad para todas las funciones dentro de la universidad. El Artículo 19 de la Ley Orgánica de la UABC estable la cadena de mando así:
I. Junta de Gobierno;
II. Consejo Universitario;
III. Rectoría (I) y Vicerrectorías (II);
IV. Patronato Universitario;
V. Directores de Facultades, Escuelas e Institutos;
VI. Consejos Técnicos y de Investigación; y
VII. Tribunal Universitario.

### Junta de Gobierno
La Universidad Autónoma de Baja California (UABC) está gobernada por una Junta de Gobierno compuesta de 11 miembros. El puesto en la Junta es por tiempo indefinido y sólo termina a través de renuncia, insaculación, muerte, incapacidad o límite de edad. Vacancias pueden ser llenadas bajo la asesoría y consejo del Consejo Universitario. La Junta de Gobierno es dirigida por un presidente quien puede ocupar ese puesto por un año y reelecto por un año más; y un secretario asignado por el presidente bajo la asesoría y consejo del resto de la Junta, y puede ocupar el puesto por cuanto tiempo se le permita. La Junta de Gobierno es responsable de establecer las leyes que gobiernan todas las actividades relacionadas con la operación de la universidad- tanto como una sola entidad y como planteles individuales.

#### Miembros de la Junta de Gobierno
| - Gabriel Estrella Valenzuela, presidente - Benjamin Valdez Salas, - Lilia Martínez Lobatos, secretaria - Lucrecia Rebeca Arzamendi Cepeda, | - Julia Dolores Estrada Guzmán, - Oscar Roberto López Bonilla, - Luis Fernando Angulo Quiñónez, - Felipe Cuamea Velázquez, | - Juan Fernando Vizcarra Schumm, - Socorro Macías Ahumada, - Alejandro Cabello Pasini, |

### Consejo Universitario
El Consejo Universitario se compone del Rector(a) de la universidad quien se desempeña como Presidente del Consejo y las tres Vicerrectorías; los Directores de Facultades y los estudiantes de cada departamento. La responsabilidad del Consejo es la elaboración y revisión de las políticas y procedimientos relevantes a la Universidad, su personal, profesorado y alumnado, para presentarlos a la Junta de Gobierno. Según lo indica la ley orgánica de la universidad, el Consejo Universitario es el órgano colegiado encargado de acelerar todas las normas y disposiciones generales encaminadas a una mejor organización y funcionalidad técnica de la facultad y la administración del personal, saber de todo lo concerniente a la institución según lo prescrito por la ley; y de las cuestiones que no están directamente bajo la disposición de una autoridad de la Universidad.

### Patronato Universitario
El Patronato Universitario tiene cuatro miembros, elegidos para períodos de seis años por mayoría de votos por la Junta de Gobierno. Los candidatos son presentados por el gobernador del estado de Baja California a través de ternas de los ciudadanos de los municipios de Ensenada, Mexicali, Tecate y Tijuana. Miembros del Patronato tiene derecho a la reelección y su servicio es sin retribución monetaria. Los miembros actuales están ocupan el periodo de 2008 hasta 2014. Miembros del Patronato Universitario miembros funcionan como administradores de los recursos de la universidad, sus bienes y servicios y se encargan del uso y distribución adecuado.

#### Miembros del Patronato Universitario
| - 2021-2027 Adrián Olea Mendívil, Ensenada - 2021-2027 Alan Dennis Gracia, Mexicali | - 2021-2027 Federico Esquer Millán, Tecate - 2021-2027 José Ramiro Cárdenas Tejeda, Tijuana | - 2021-2027 William Hedrick Villalobos, San Quintín - 2021-2027 Marco Antonio Esponda Guerrero, Playas de Rosarito |

### Tribunal Universitario
El Tribunal Universitario está concebido como un órgano jurisdiccional de administración de justicia universitaria, como lo confiere la ley orgánica de la Universidad, así como su Estatuto General. Este Tribunal está dotado de plena autonomía para resolver jurisdiccionalmente los litigios sometidos a su potestad, y para conciliar en su caso los intereses en conflicto, sin más sujeción que el respeto pleno al derecho universitario.
El Tribunal Universitario se compone de tres jueces titulares elegidos por los estudiantes miembros del Consejo Universitario bajo el consentimiento del resto del Consejo, y un juez suplente para servir durante la ausencia de cualquiera de los jueces. Los jueces eligen un presidente entre ellos, y este pleno a su vez asigna a un secretario investido de fe pública. 

#### Autoridades del Tribunal
| - Paola Lizett Flemate Díaz, jueza presidenta del pleno y jueza titular, campus Ensenada - José Manuel González Merino, juez titular, campus Mexicali - Isaac de Paz González, juez titular, campus Tijuana |

### Rector
Rectores de la Universidad Autónoma de Baja California
| Nombre                           | Inicio | Fin  |
| -------------------------------- | ------ | ---- |
| Santos Silva Cota                | 1959   | 1966 |
| Pedro Mercado Sánchez            | 1966   | 1967 |
| Rafael Soto Gil                  | 1967   | 1971 |
| Luis López Moctezuma             | 1971   | 1975 |
| Rigoberto Cárdenas Valdez        | 1975   | 1979 |
| Rubén Castro Bojórquez           | 1979   | 1983 |
| Héctor Manuel Gallego García     | 1983   | 1987 |
| Alfredo Buenrostro Ceballos      | 1987   | 1991 |
| Luis Llórens Báez                | 1991   | 1994 |
| Luis Javier Garavito Elías       | 1994   | 1998 |
| Víctor Everardo Beltrán Corona   | 1998   | 2002 |
| Alejandro Mungaray Lagarda       | 2002   | 2006 |
| Gabriel Estrella Valenzuela      | 2006   | 2010 |
| Felipe Cuamea Velázquez          | 2011   | 2015 |
| Juan Manuel Ocegueda Hernández   | 2015   | 2019 |
| Daniel Octavio Valdez Delgadillo | 2019   | 2023 |
| Luis Enrique Palafox-Maestre     | 2023   | 2027 |

El Rector de la Universidad, con sede en la ciudad de Mexicali, es el jefe ejecutivo, representante legal y Presidente del Consejo Universitario. El Rector es responsable de llevar a cabo las leyes aprobadas por la Junta de Gobierno, mantener el liderazgo en la institución y mantener informado al órgano de gobierno de todos los avances, retos, servicios y cuestiones de la universidad. Un Rector debe ser un mexicano por nacimiento, él o ella es nombrado por la Junta de Gobierno por un período de 4 años y no es elegible para reelección.

#### Rectoría Actual
- 01/2023–presente

Luis Enrique Palafox Maestre, rector

### Vicerrectores
Los Vicerrectores, con sede en las ciudades de Ensenada, Mexicali y Tijuana, actúan como el jefe institucional de cada plantel universitario y reportan al Rector. Las Vicerrectorías son responsables de la operación diaria del programa administrativo y académico, así como proveer liderazgo y coordinación del plantel que les corresponde.

#### Vicerrectoría Actual
| - Luz Mercedes López Acuña, vicerrectoría Ensenada - Jesús Adolfo Soto Curiel, vicerrectoría Mexicali - Haydeé Gómez Llanos Juárez, vicerrectoría Tijuana |

## Campus Mexicali

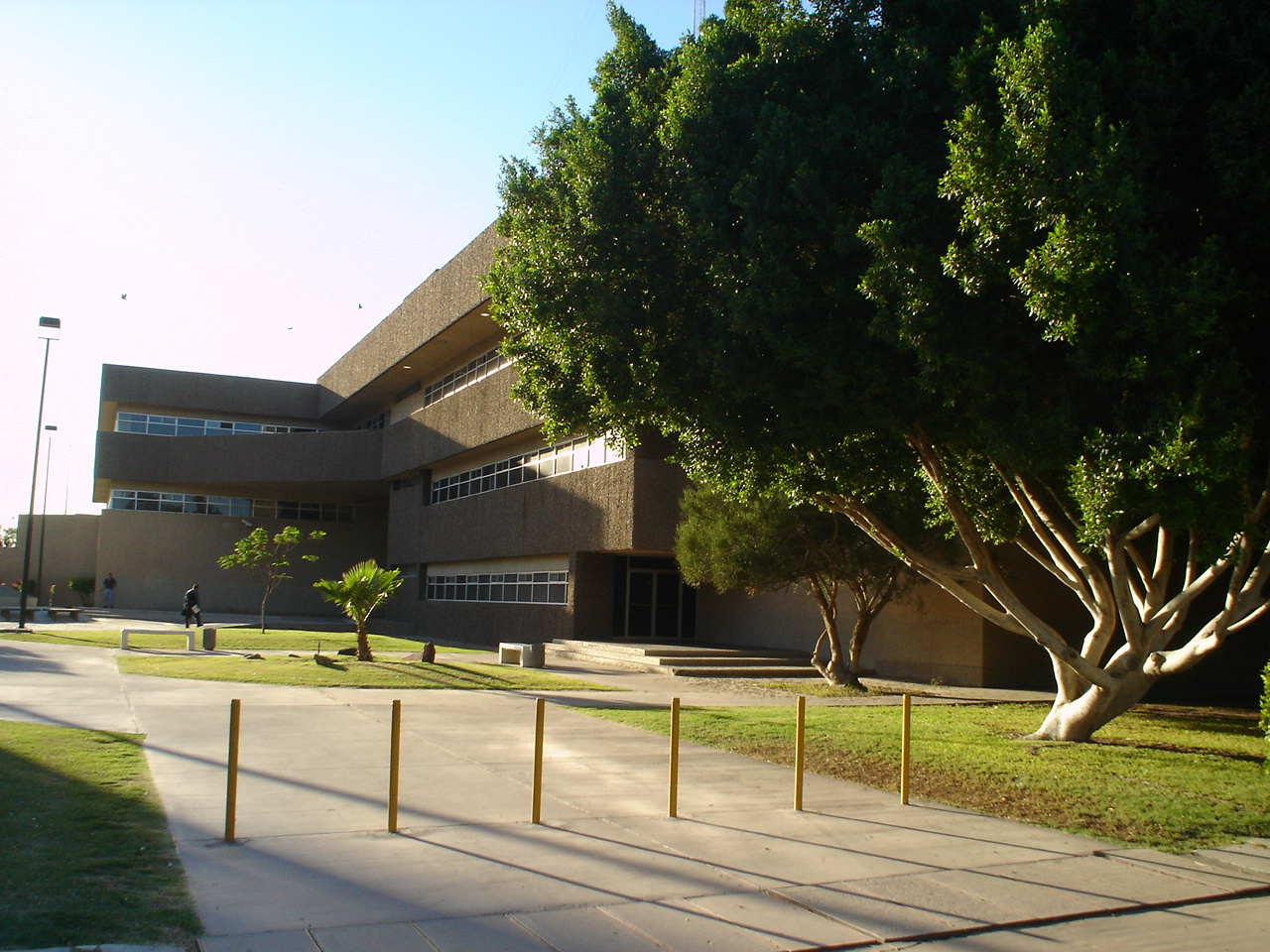
Vicerrectoría Campus Mexicali en la actualidad.

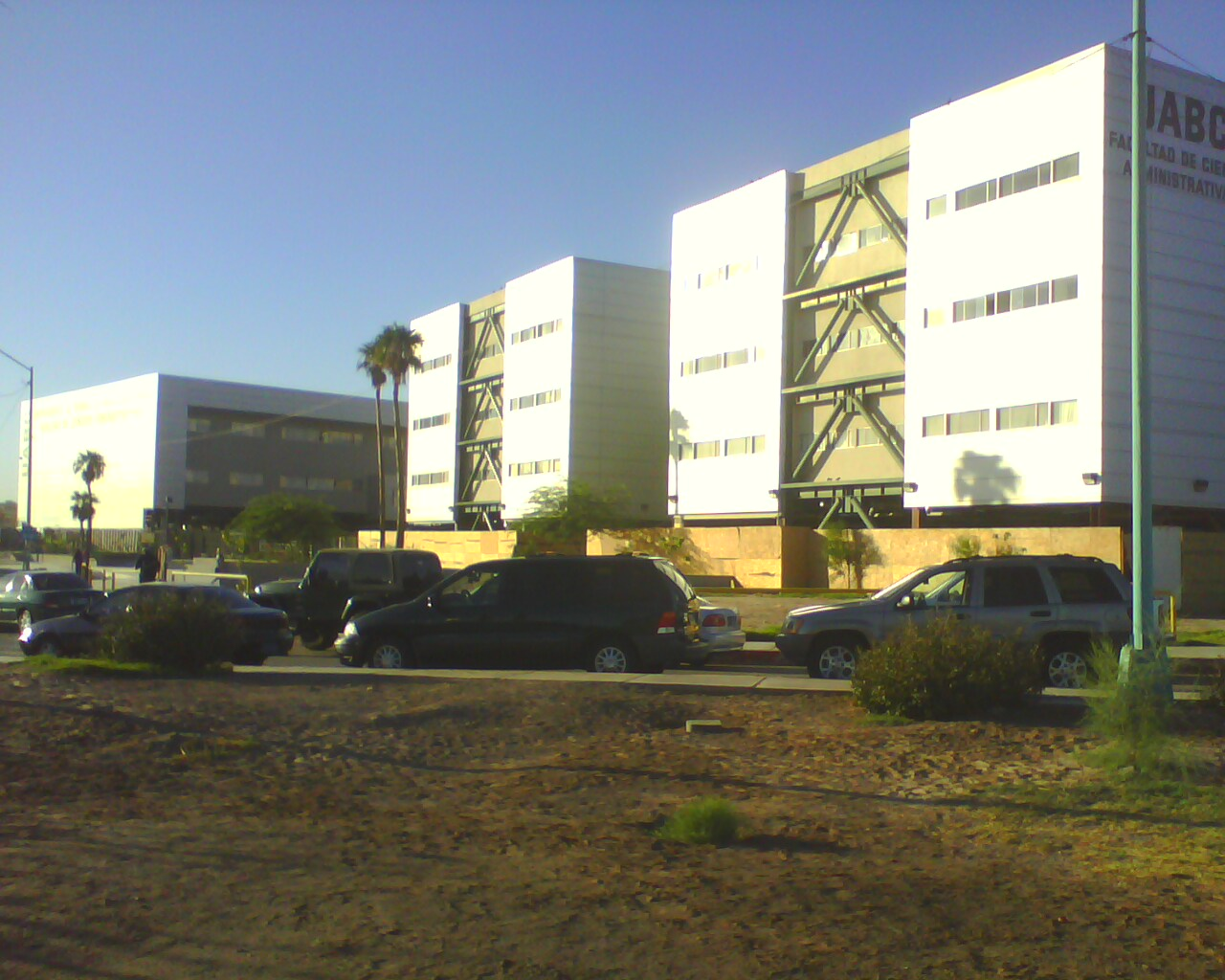
Facultad de Ciencias Administrativas por Blvd Río Nuevo, con una matrícula de 5,000 alumnos, es la facultad más grande de UABC

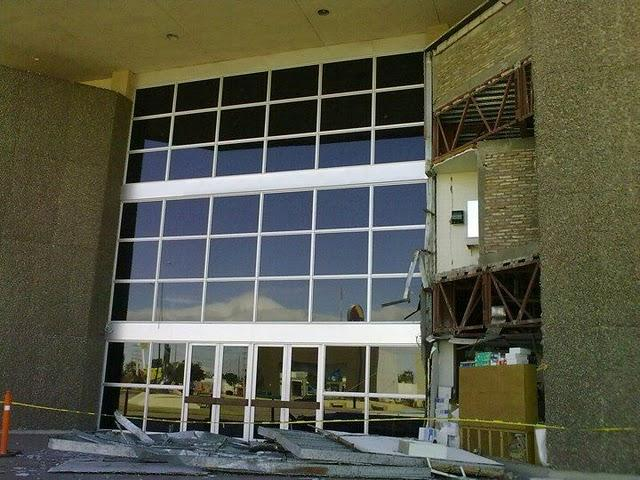
Fachada principal de Vicerrectoria Mexicali afectada por el terremoto de 7.2° Richter del 4 de abril de 2010

El Campus Mexicali es el plantel principal de la Universidad Autónoma de Baja California. La Unidad Mexicali está compuesta por la Unidad Central Mexicali, la Unidad Ciencias de la Salud, 3 facultades foráneas y 3 en transición, alrededor de la ciudad y 4 Unidades en el Valle de Mexicali.
Los programas académicos que se ofrecen en las diversas Unidades Académicas y Troncos Comunes, comprenden licenciaturas, posgrados, maestrías y doctorados que abarcan disciplinas de las áreas de humanidades, salud, ingeniería, agricultura, veterinaria, administración, arquitectura y deporte, entre otras.

### Unidad Central Mexicali
La Unidad Central se concentra las oficinas administrativas y académicas del Campus:
- Vicerrectoría Campus Mexicali
- Tribunal Universitario
- Teatro Universitario
- Biblioteca Central

Facultad de Idiomas
- Licenciatura en Docencia de Idiomas
- Licenciatura en Traducción
- Licenciatura en Docencia de Inglés
- Licenciatura en Traducción de inglés

Facultad de Ingeniería
- Licenciado en Sistemas Computacionales
- Ingeniero Civil
- Topografía y Geodesta
- Ingeniero en Computación
- Ingeniero Eléctrico
- Ingeniero en Electrónica
- Ingeniero Mecánico
- Ingeniero en Mecatrónica
- Ingeniero Industrial
- Bioingeniería
- Ingeniero Aeroespacial
- Ingeniero en Energías Renovables

Facultad de Arquitectura y Diseño
- Arquitecto
- Diseñador Gráfico
- Diseñador Industrial y Urbano

Facultad de Pedagogía e Innovación Educativa
- Licenciatura en Docencia de la Matemática
- Licenciatura en Docencia de las Ciencias
- Licenciatura en Docencia de la Lengua y la Literatura
- Licenciatura en Psicopedagogía
- Maestría en Educación
- Doctorado en Estudios y Proyectos Socioeducativos

Facultad de Derecho
- Licenciatura en Derecho

Facultad de Deportes
- Licenciatura en Actividad Física y Deporte

Instituto de Ingeniería
Postgrados
Facultad de Ciencias Sociales y Políticas
- Licenciatura en Administración Pública y Ciencias Políticas
- Licenciatura en Relaciones Internacionales
- Licenciatura en Economía

### Unidad Ciencias de la Salud
Esta unidad inició su construcción en 2012 en la Zona Nuevo Mexicali, dentro de la Delegación González Ortega. Esta se sitúa en una sección llamada, Ciudad Salud, ya que se plantea construir y edificar la mayoría de los nuevos hospitales públicos y privados de la ciudad. En 2013, entró en operaciones la Primera Etapa de la Unidad, donde de manera paulatina, las Facultades de Medicina, Odontología y Enfermería, se trasladaran a esta misma unidad.
Facultad de Medicina
- Licenciatura en Medicina

Facultad de Enfermería
- Licenciatura en Enfermería

Facultad de Odontología
- Cirujano Dentista

### Facultades Foráneas
Las facultades foráneas están distribuidas por toda la mancha urbana de Mexicali, regularmente por cuestiones estratégicas o porque la matrícula de las mismas sobrepasaba a sus antiguas ubicaciones. Tres facultades están en transición (Medicina, Odontología y Enfermería), por lo que sus ubicaciones siguen en funcionamiento.
Facultad de Ciencias Administrativas
- Licenciatura en Administración de Empresas
- Licenciatura en Contaduría
- Licenciatura en Negocios Internacionales
- Licenciatura en Mercadotecnia
- Licenciatura en Gestión Turística
- Licenciatura en Informática
- Licenciado en Inteligencia en Negocios

Facultad de Ciencias Humanas
- Licenciatura en Ciencias de la Educación
- Licenciatura en Psicología
- Licenciatura en Sociología
- Licenciatura en Ciencias de la Comunicación
- Licenciatura en Historia

Facultad de Artes
- Licenciatura en Medios Audiovisuales
- Licenciatura en Artes Plásticas
- Licenciatura en Danza
- Licenciatura en Artes cinematográficas y producción audiovisual
- Licenciatura en Animación Digital y Efectos Visuales

### Unidades en el Valle
Estas unidades se localizan en el Valle de Mexicali, como expansión de la matrícula dentro del Valle de Mexicali.
Instituto de Ciencias Agrícolas
- Ingeniero Agrónomo Zootecnista
- Ingeniero Agrónomo

Instituto de Ciencias Veterinarias
- Médico Veterinario Zootecnista

Unidad Ciudad Morelos
- Tronco Común Ciencias Administrativas

Escuela de Ingeniería y Negocios Unidad Guadalupe Victoria
- Licenciatura en Administración de Empresas
- Ingeniería
- Licenciatura en Psicología

Cada Unidad Académica administra su propia página electrónica donde dispone la información correspondiente a su disciplina.

## Campus Tijuana

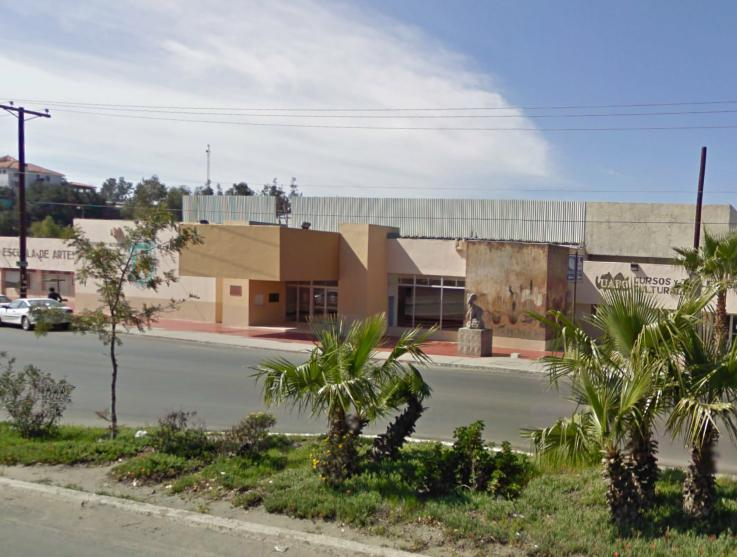
Unidad Tecate - Campus Tijuana.

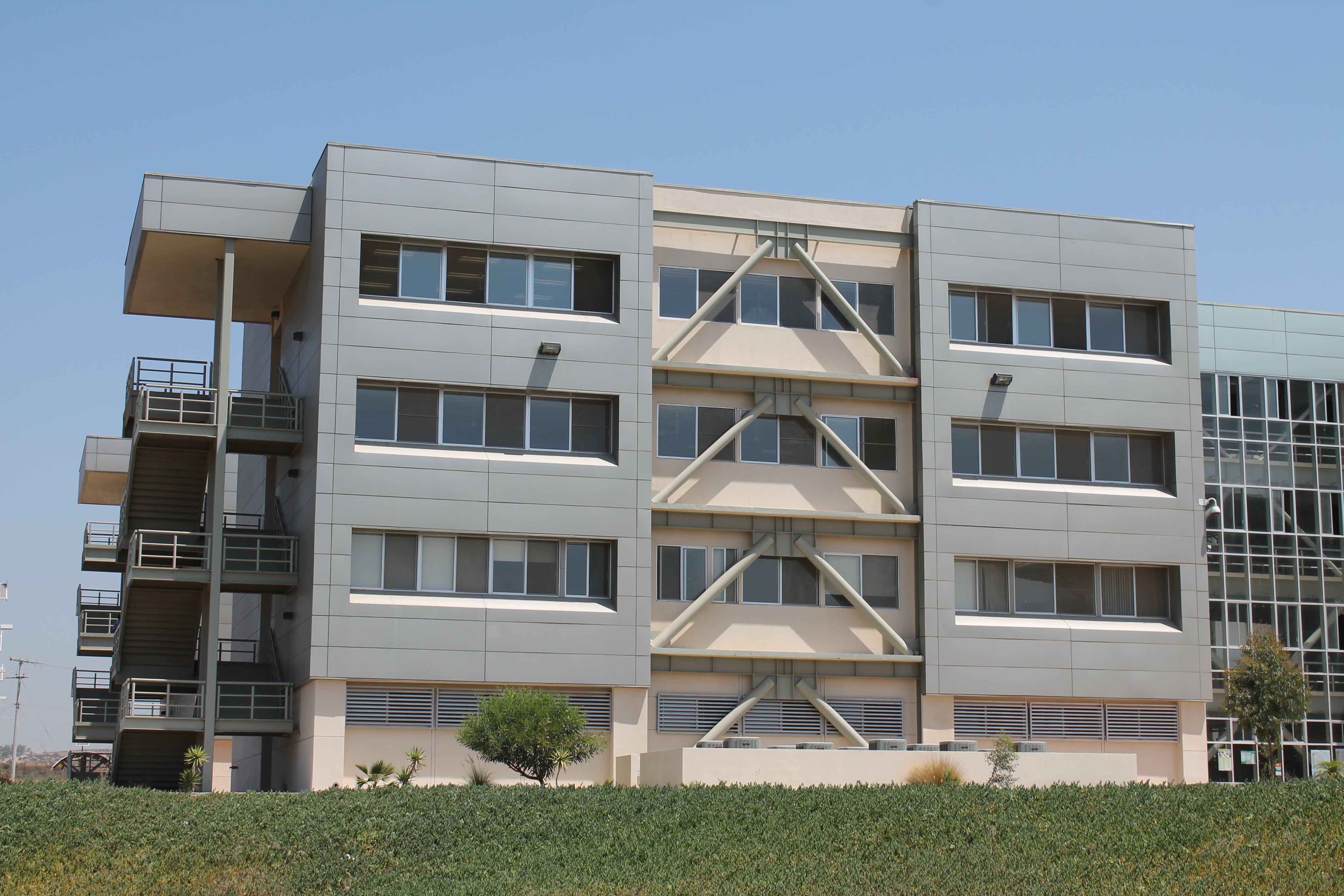
CITEC - Unidad Valle de las Palmas - Campus Tijuana

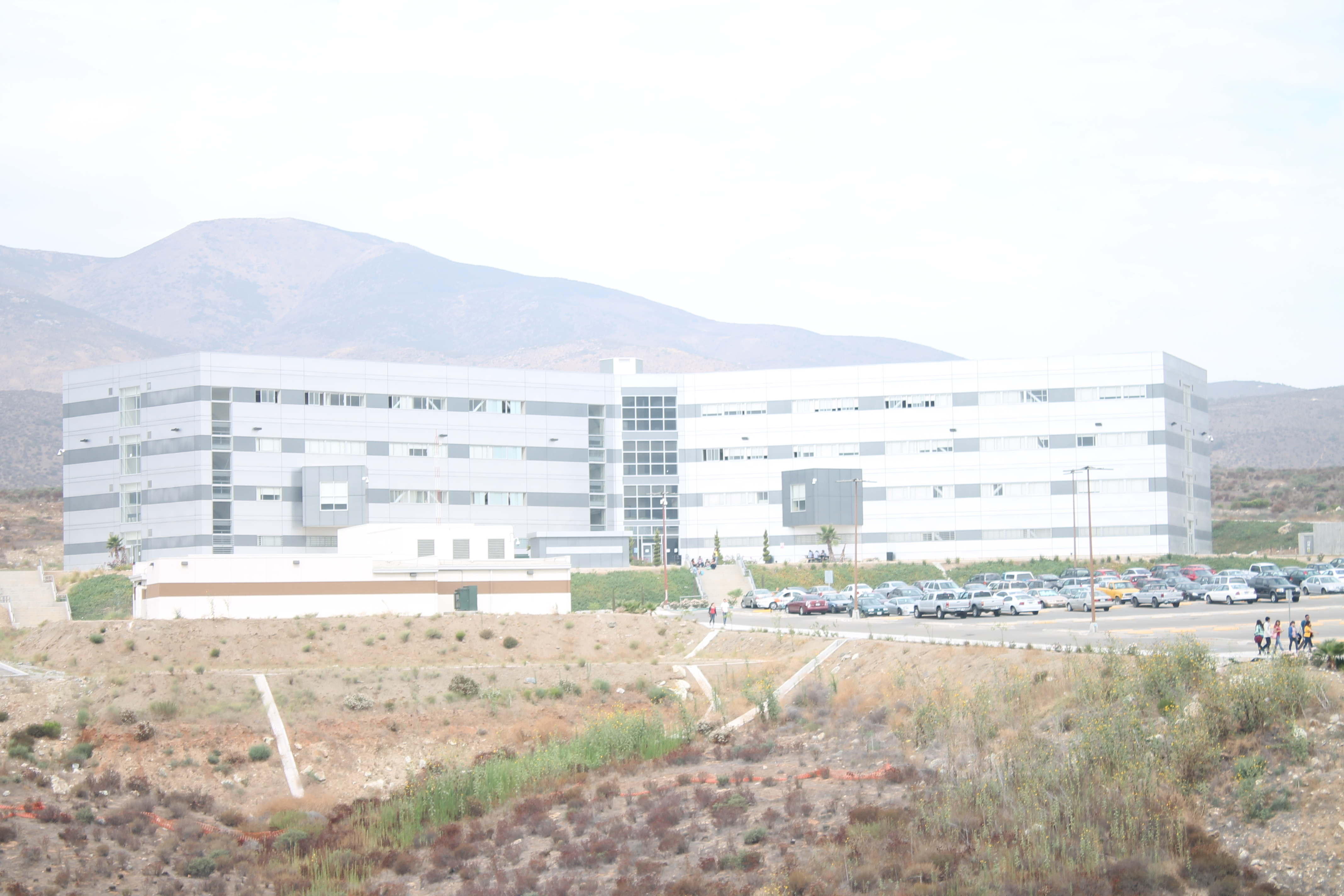
CISALUD - uNidad Valle de las Palmas - Campus Tijuana

El campus Tijuana es el segundo en matrícula y tamaño dentro de la universidad. Localizado en Mesa de Otay junto al Aeropuerto, se encuentran las siguientes facultades:
Facultad de Ciencias Químicas e Ingeniería
- Químico Industrial
- Ingeniero Químico
- Químico Farmacobiólogo
- Ingeniero en Computación
- Ingeniero en Electrónica
- Ingeniero Industrial

Facultad de Contaduría y Administración
- Licenciatura en Contaduría
- Licenciatura en Administración de Empresas
- Licenciatura en Informática
- Licenciatura en Negocios Internacionales

Facultad de Derecho
- Licenciatura en Derecho

Facultad de Economía y Relaciones Internacionales
- Licenciatura en Economía
- Licenciatura en Relaciones Internacionales
- Licenciatura en Administración Pública y Ciencias Políticas

Escuela de Deportes
- Licenciatura en Actividad Física y Deporte

Facultad de Medicina y Psicología
- Médico
- Licenciatura en Psicología
- Licenciatura en Nutrición

Facultad de Artes
- Licenciatura en Artes
- Licenciatura en Teatro

Facultad de Odontología
- Cirujano Dentista

Facultad de Turismo y Mercadotecnia
- Licenciatura en Turismo (hasta 2009-1)
- Licenciatura en Gestión Turística (desde 2009-2)
- Licenciatura en Mercadotecnia

Facultad de Idiomas
- Licenciatura en Docencia de Idiomas
- Licenciatura en Traducción

Facultad de Humanidades y Ciencias Sociales
- Licenciatura en Lengua y Literatura Hispanoamericana
- Licenciatura en Historia
- Licenciatura en Sociología
- Licenciatura en Filosofía
- Licenciatura en Ciencias de la Comunicación
- Licenciatura en Docencia de Lengua y Literatura
- Licenciatura en Asesoría Psicopedagógica
- Licenciatura en Docencia de la Matemática

Facultad de Arquitectura y Diseño
- Arquitecto
- Diseñador Gráfico
- Diseñador Industrial

### Unidad Valle de Las Palmas
Valle de las Palmas (o Valle San Pedro) es el nuevo Campus a donde están migrando muchas carreras del campus Tijuana - Otay, Actualmente se encuentra en desarrollo la primera ciudad Auto-Sustentable del país: Valle de San Pedro, que ya cuenta con algunos habitantes. Actualmente cuenta con 3547 estudiantes  (ciclo 2012-2) distribuidos en las dos facultades que forman parte de este campus, CITEC y CISALUD.
Centro de Ingeniería y Tecnología (CITEC)
Ingenierías:
- Bioingeniería
- Ingeniería Aeroespacial
- Ingeniería Civil
- Ingeniería Electrónica
- Ingeniería en Energías Renovables
- Ingeniería Mecánica
- Ingeniería Eléctrica
- Ingeniería Mecatrónica
- Ingeniería Industrial
- Ingeniería en Semiconductores y Microelectrónica
- Ingeniería Topográfica y Geodesta

Arquitectura y Diseño:
- Arquitectura
- Diseño Gráfico
- Diseño Industrial

Centro de Ciencias de la Salud (CISALUD)
- Licenciatura en medicina
- Licenciatura en Odontología
- Licenciatura en psicología
- Licenciatura en enfermería

### Unidad Tecate
Facultad de Ciencias de la Ingeniería, Administrativas y Sociales
- Lic. en Derecho
- Ing. Mecatrónica
- Lic. en Administración de Empresas
- Ing. Industrial
- Lic. en Contaduría
- Lic. en Inteligencia de Negocios

 Facultad de Idiomas Unidad Tecate 
- Lic. en docencia de idiomas

### Unidad Playas de Rosarito
- Lic. en Administración de empresas
- Lic. en Derecho
- Lic. en Orientación Psicopedagógica
- Tronco Común Ciencias de la Ingeniería
- Tronco Común Ciencias Administrativas

## Campus Ensenada
La Unidad Ensenada se caracteriza por ofertar estudios relacionados con el mar, con la presencia de la Facultad de Ciencias Marinas y el Instituto de Investigaciones Oceanológicas los de mayor tradición en esta ciudad. En estas dos instituciones se ofrecen estudios en oceanología a nivel licenciatura, maestría y doctorado. También se hace investigación de clase mundial en oceanografía física, biológica, química y geológica. El Instituto de Investigaciones Oceanológicas edita su propia revista científica internacional llamada Ciencias Marinas. De igual manera en la Unidad Ensenada se cuenta con la Facultad de Ciencias, el Instituto de Investigación y Desarrollo Educativo, quienes cuentan con la Revista Electrónica de Investigación Educativa (REDIE), precursora en la difusión del conocimiento en Educación en formato digital en México (de Acceso Abierto diamante, Arbitrada e Indexada).En esta misma Unidad (Ensenada), también se encuentra la Escuela de Enología y Gastronomía;  la Facultad de Ingeniería que alberga en sus instalaciones a la Facultad de Arquitectura y Diseño;  y las oficinas administrativas de la Vicerrectoría Campus Ensenada.

### Unidad Valle Dorado
La UABC cuenta también con la Unidad Universitaria Valle Dorado de la Facultad de Ciencias Administrativas y Sociales del Campus Ensenada. A ella asisten los estudiantes universitarios de las áreas Administrativas y Sociales, así como los alumnos de la Escuela de Deportes, Facultad de Idiomas, Escuela de Ciencias de la Salud y Escuela de Artes.
Su creación beneficia a quienes estudian los programas de Licenciatura en Contabilidad, Negocios Internacionales, Administración de Empresas, Informática, Derecho, Educación, Psicología y Ciencias de la Comunicación de la Facultad de Ciencias Administrativas y Sociales, así como a estudiantes de la Licenciatura en Actividad Física y Deporte de la Escuela de Deportes del Campus Ensenada.

### Unidad San Quintín
La UABC cuenta también con la Unidad Universitaria San Quintín en donde se encuentra la única Facultad de Ingeniería y Negocios que promueve las carreras de Ingeniería en Computación, Ciencias Administrativas y Ciencias Agropecuarias en la delegación San Quintín.
Algunos Universitarios de la Facultad han realizado intercambios internacionales y nacionales, como España, Monterrey y la Ciudad de México en prestigiadas Universidades.

## Quincuagésimo aniversario

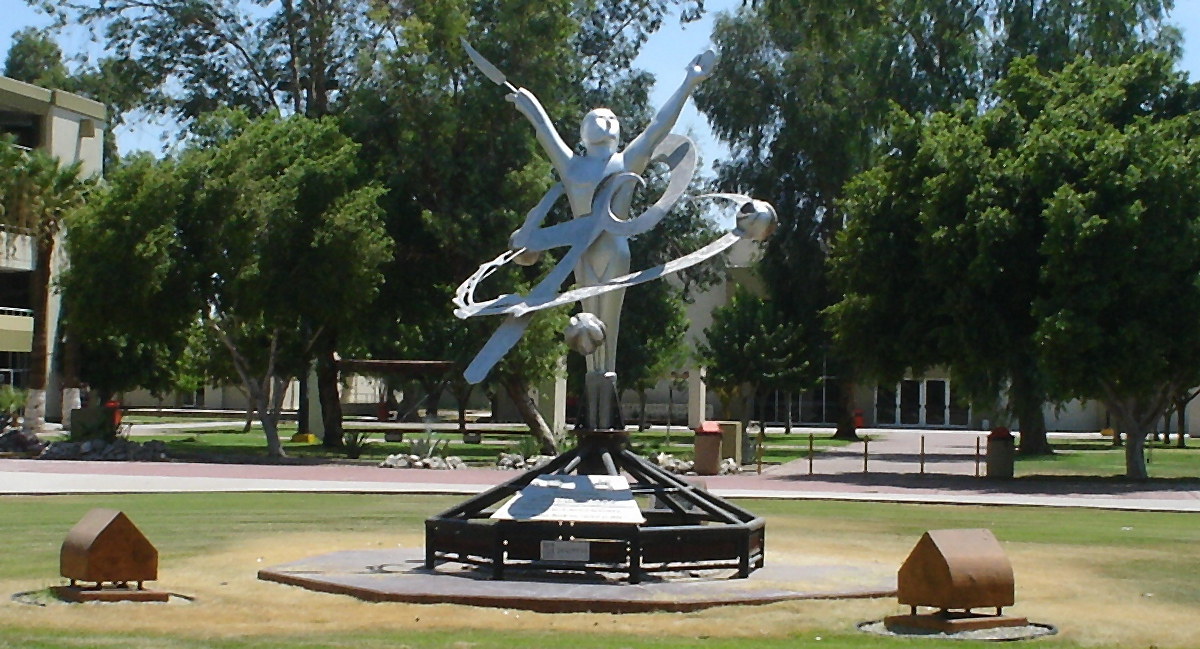
Logotipo 50 Aniversario UABC.

La UABC cumplió en el 2007 cincuenta años desde su fundación. Debido a esto, los integrantes del Congreso del Estado de Baja California, declararon el 2007 como el Año del Cincuentenario de la Universidad Autónoma de Baja California, leyenda que apareció en todos los documentos oficiales de las dependencias de Gobierno del Estado y Ayuntamientos.
De igual forma se creó un logotipo que fue utilizado en todos los eventos oficiales de la UABC. El diseño evoca el logotipo oficial de la Universidad, enmarcado con los 50 años, en color verde y dorado.

## Reconocimientos
La UABC ha recibido reconocimientos a lo largo de toda su historia, específicamente en las Ciencias de la Salud, Ingeniería y Finanzas. La Secretaria de Educación Pública ha reconocido la calidad educativa de su matrícula. En 2012, esta última reconoció a la universidad por mantener una matrícula acreditada y certificada al 89%. En dicho año, la Facultad de Ciencias Marinas del Campus Ensenada, ganó el Premio Nacional de Oceanografia, oficiado en la ciudad de Campeche. En 2014, el Sistema de Educación Superior Mexicano, realizó su segundo ranking de ¨Mejores Universidades de México¨, que dio un resultado poco favorable a UABC, colocándola en el lugar 24 de dicho ranking.

## El lema de la UABC
" Por la Realización Plena del Ser"
Es un lema que expresa la Misión de esta casa de estudios superiores.
En el año de 1963 la Universidad Autónoma de Baja California (Rectoría así como el Departamento de Difusión Cultural) lanzó una convocatoria con el propósito de lograr sintetizar los ideales de la institución en un lema. El lema ganador fue: Por la realización plena del hombre, creado por el alumno Miguel Garate Velarde. Sin Embargo, en años recientes fue cambiado con el fin de ser más inclusivo a las distintas identidades que estudian en el campus.

## Borrego Cimarrón: Mascota Oficial de la UABC

### Historia del Borrego Cimarrón como mascota

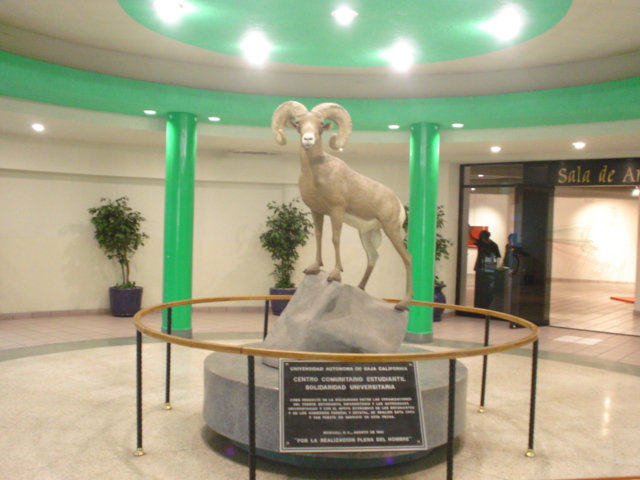
Símbolo Cimarrón de la Universidad Autónoma de Baja California (UABC).

Se dice que el sábado 9 de octubre de 1968, durante una reunión exprofeso, el profesor de educación física del Campus Tijuana, Victorino Vara Hernández, propuso al cimarrón como mascota de los equipos deportivos de la universidad. En 1973, el club de atletismo de Mexicali, creó el primer diseño del Cimarrón y lo comenzó a utilizar como símbolo deportivo.
No fue hasta 1996 cuando se patentó el diseño oficial del cimarrón. El trabajo original es del diseñador gráfico Armando Tapia Landeros. El 6 de diciembre del mismo año, el Consejo Universitario declaró de manera unánime al Borrego Cimarrón como la mascota oficial de la Universidad Autónoma de Baja California.

### Significado del Cimarrón en la Universidad
Desde hace muchos años, el cimarrón ha sido el símbolo mascota de la UABC. Nativo de las regiones serranas, el cimarrón busca la altura de las montañas escarpadas, de igual manera, la UABC se ha esforzado por alcanzar más altos niveles de calidad académica dentro de un clima de libertad. La alta resistencia física del cimarrón le permite soportar arduas luchas contra sus oponentes, a los que combate con la fuerza de su cabeza al igual que el universitario convence por el poder de la razón y el intelecto. Pese a su gran fortaleza, el cimarrón está amenazado por el hombre.